# Cabo Espartel
El cabo Espartel (en árabe: رأس سبارتيل) es un cabo de la costa norte de África, situado en la entrada sur del Estrecho de Gibraltar, a 14 kilómetros al oeste de Tánger (Marruecos). Frente al cabo Espartel, 44 km al norte, el cabo de Trafalgar marca la entrada norte del estrecho en la costa europea.
Al sur del cabo el terreno desciende rápidamente, dando lugar a una llanura (esto provoca que, visto desde determinados puntos, el peñón parezca una isla). Antiguamente, este cabo era conocido con el nombre de cabo Ampelusia. 

## Descripción
El promontorio domina el mar desde una altitud de 315 m y se beneficia de una pluviometría abundante favorable a la vegetación. Debajo del promontorio las olas del Océano Atlántico han excavado cuevas, donde los habitantes de la región acudían antaño a tallar las piedras de molino. Actualmente estas espectaculares "cuevas de Hércules" son una atracción turística.
En el cabo Spartel, a 110 m sobre el nivel del mar, hay un faro, que comenzó a funcionar el 15 de octubre de 1864. Su construcción fue ordenada por el sultán Mohammed IV a petición de los representantes consulares de las potencias europeas alarmadas por los muchos naufragios que ocurrieron frente al cabo. La luz del faro es visible desde 30 millas náuticas (55,6 km).
Frente al cabo Espartel se encuentra el banco Epartel o de Majuán, un bajío que algunos han señalado como una posible ubicación de la legendaria isla de la Atlántida.
La renovación de todo el sitio de Cabo Espartel comenzó en 2020 y se completó en 2021. Ahora está abierto al público e incluye un museo marítimo, un restaurante, un jardín botánico y un espacio para eventos. Los visitantes también pueden acceder a la cima del faro para disfrutar de la impresionante vista del estrecho de Gibraltar.